# National Women's Soccer League 2015
La National Women's Soccer League 2015 è stata la terza edizione della massima serie del campionato statunitense femminile di calcio. La stagione è iniziata il 10 aprile 2015 e si è conclusa il 6 settembre 2015. Per preparare il campionato mondiale femminile di calcio 2015 la federazione statunitense ha annunciato di aver ridotto a 20 il numero di partite, estendendo il campionato fino a settembre con una pausa di due settimane dal 7 al 19 giugno. Il campionato è stato vinto dal FC Kansas City per la seconda volta consecutiva, avendo battuto nella finale dei play-off il Seattle Reign. L'NWSL Shield è stato vinto dal Seattle Reign.

## Stagione

### Formula
- Ogni squadra gioca un totale di 20 partite, 10 in casa e 10 in trasferta;
- Ogni squadra giocherà 2 volte contro ogni altra, oltre ad altri 4 turni supplementari, due in casa e due in trasferta.
- Le quattro squadre meglio classificate disputeranno un play-off a partita secca per determinare il vincitore del campionato.

## Squadre partecipanti
| Club              | Città       | Stadio                        | Stagione precedente |
| ----------------- | ----------- | ----------------------------- | ------------------- |
| Boston Breakers   | Boston      | Soldiers Field Soccer Stadium | 8º posto            |
| Chicago Red Stars | Chicago     | Village Sports Complex        | 5º posto            |
| Houston Dash      | Houston     | BBVA Compass Stadium          | 9º posto            |
| FC Kansas City    | Kansas City | Swope Soccer Village          | 2º posto e campione |
| Portland Thorns   | Portland    | Providence Park               | 3º posto            |
| Seattle Reign     | Seattle     | Memorial Stadium              | 1º posto            |
| Sky Blue          | Piscataway  | Yurcak Field                  | 6º posto            |
| Washington Spirit | Germantown  | Maryland SoccerPlex           | 4º posto            |
| Western NY Flash  | Rochester   | Sahlen's Stadium              | 7º posto            |

## Allenatori e sponsor
- Tutti i club utilizzano Nike come produttore di kit.

| Squadra                | Allenatore        | Capitano           | Sponsor                      |
| ---------------------- | ----------------- | ------------------ | ---------------------------- |
| Boston Breakers        | Tom Durkin        | Katie Schoepfer    | Steward Health Care          |
| Chicago Red Stars      | Rory Dames        | Lory Chalupny      | CJ Wilson Mazda              |
| Houston Dash           | Randy Waldrum     | Ella Masar         | BBVA Compass                 |
| FC Kansas City         | Vlatko Andonovski | Becky Sauerbrunn   | Research Medical Center      |
| Portland Thorns        | Paul Riley        | Christine Sinclair | Providence Health & Services |
| Seattle Reign          | Laura Harvey      | Keelin Winters     | Moda Health                  |
| Sky Blue               | Jim Gabarra       | Christie Rampone   | Meridian Health              |
| Washington Spirit      | Mark Parsons      | Ali Krieger        | ProChain Solutions, Inc.     |
| Western New York Flash | Aaran Lines       | Brittany Taylor    | Sahlen's                     |

## Stagione regolare

### Classifica finale
| Pos. | Squadra           | Pt | G  | V  | N | P  | GF | GS | DR  |
| ---- | ----------------- | -- | -- | -- | - | -- | -- | -- | --- |
| 1.   | Seattle Reign     | 43 | 20 | 13 | 4 | 3  | 41 | 21 | +20 |
| 2.   | Chicago Red Stars | 33 | 20 | 8  | 9 | 3  | 31 | 22 | +9  |
| 3.   | FC Kansas City    | 32 | 20 | 9  | 5 | 6  | 32 | 20 | +12 |
| 4.   | Washington Spirit | 30 | 20 | 8  | 6 | 6  | 31 | 28 | +3  |
| 5.   | Houston Dash      | 24 | 20 | 6  | 6 | 8  | 21 | 26 | -5  |
| 6.   | Portland Thorns   | 23 | 20 | 6  | 5 | 9  | 27 | 29 | -2  |
| 7.   | Western NY Flash  | 23 | 20 | 6  | 5 | 9  | 24 | 34 | -10 |
| 8.   | Sky Blue          | 22 | 20 | 5  | 7 | 8  | 22 | 28 | -6  |
| 9.   | Boston Breakers   | 15 | 20 | 4  | 3 | 13 | 22 | 43 | -21 |

Legenda:
      Vince la NWSL Shield e ammessa ai play-off
      Ammessa ai play-off
Note:
Tre punti a vittoria, uno a pareggio, zero a sconfitta.
La classifica viene stilata secondo i seguenti criteri:
1. Scontri diretti;
2. Miglior differenza reti nell'arco della stagione;
3. Maggior numero di reti segnate;
4. Verifica dei primi tre criteri riguardo alle gare in trasferta;
5. Verifica dei primi tre criteri riguardo alle gare in casa;
6. Lancio della moneta.

Se tre o più squadre rimangono in parità, si tiene conto delle seguenti regole fino a quando rimarranno solamente due squadre, classificabili come indicato nei criteri sopra:
1. Classifica avulsa;
2. Miglior differenza reti stagionale.

### Risultati
|                        | Bos     | Chi     | Hou     | KaC     | Por     | Sea     | Sky     | Was     | WNY     |
| ---------------------- | ------- | ------- | ------- | ------- | ------- | ------- | ------- | ------- | ------- |
| Boston Breakers        | ––––    | 1-2     | 3-2     | 1-0 2-3 | 1-0     | 2-3 1-2 | 1-1     | 2-1     | 0-2     |
| Chicago Red Stars      | 3-0 1-1 | ––––    | 1-1     | 2-2     | 2-2     | 3-2     | 1-0 1-1 | 1-2     | 0-0     |
| Houston Dash           | 1-0     | 2-2 1-2 | ––––    | 0-2 3-2 | 0-0     | 0-3     | 0-2     | 2-0     | 2-0     |
| Kansas City            | 3-0     | 1-2     | 1-1     | ––––    | 3-0     | 1-0     | 0-1     | 3-0 0-0 | 0-0 4-0 |
| Portland Thorns        | 4-1 5-2 | 2-1     | 0-1     | 1-1     | ––––    | 0-1     | 2-1     | 2-2 3-3 | 1-0     |
| Seattle Reign          | 3-1     | 0-0     | 2-1     | 2-1     | 3-0     | ––––    | 3-0 1-1 | 3-1     | 5-1 4-2 |
| Sky Blue               | 3-1     | 0-3     | 1-1     | 2-3     | 1-0     | 1-1     | ––––    | 1-3     | 1-2     |
| Washington Spirit      | 1-1     | 1-1     | 1-0 3-1 | 3-1     | 2-1     | 3-0 1-2 | 1-0     | ––––    | 1-1     |
| Western New York Flash | 3-1     | 3-1 0-2 | 0-1     | 0-1     | 0-2 3-1 | 1-1     | 3-3     | 3-2     | ––––    |

## NWSL play-off
Le migliori 4 squadre al termine della stagione si sfidano in un play-off per determinare la squadra campione.
|  | Semifinali | Semifinali        | Semifinali     |                |                  | Finale           | Finale | Finale |  |
|  |            |                   |                |                |                  |                  |        |        |  |
|  | 1          | Seattle Reign FC  | 3              |                |                  |                  |        |        |  |
|  | 1          | Seattle Reign FC  | 3              |                |                  |                  |        |        |  |
|  | 4          | Washington Spirit | 0              |                |                  |                  |        |        |  |
|  | 4          | Washington Spirit | 0              |                | Seattle Reign FC | Seattle Reign FC | 0      |        |  |
|  |            |                   |                |                | Seattle Reign FC | Seattle Reign FC | 0      |        |  |
|  |            |                   | FC Kansas City | FC Kansas City | 1                |                  |        |        |  |
|  | 2          | Chicago Red Stars | FC Kansas City | FC Kansas City | 1                | 0                |        |        |  |
|  | 2          | Chicago Red Stars |                |                |                  |                  |        |        |  |
|  | 3          | FC Kansas City    | 3              |                |                  |                  |        |        |  |

### Semifinali
| Arbitro: | Karen Abt |

|  |           |                               |
|  | Marcatori | 16’, 35’ Rodriguez 21’ Tymrak |

| Arbitro: | Chris Spivey |

|                                   |           |  |
| Yanez 71’ Rapinoe 75’ Bullock 90’ | Marcatori |  |

### Finale
| Arbitro: | Katja Koroleva |

|  |           |               |
|  | Marcatori | 78’ Rodriguez |

## Statistiche

### Squadre

#### Classifica in divenire
|                        | 1ª | 2ª | 3ª | 4ª | 5ª | 6ª | 7ª | 8ª | 9ª | 10ª | 11ª | 12ª | 13ª | 14ª | 15ª | 16ª | 17ª | 18ª | 19ª | 20ª |
|                        |    |    |    |    |    |    |    |    |    |     |     |     |     |     |     |     |     |     |     |     |
| ---------------------- | -- | -- | -- | -- | -- | -- | -- | -- | -- | --- | --- | --- | --- | --- | --- | --- | --- | --- | --- | --- |
| Boston Breakers        | 0  | 3  | 3  | 3  | 6  | 7  | 10 | 11 | 11 | 11  | 11  | 12  | 12  | 12  | 12  | 12  | 15  | 15  | 15  | 15  |
| Chicago Red Stars      | 3  | 4  | 7  | 10 | 11 | 14 | 15 | 15 | 18 | 21  | 22  | 25  | 26  | 27  | 27  | 28  | 28  | 29  | 32  | 33  |
| Houston Dash           | 3  | 4  | 4  | 4  | 5  | 8  | 9  | 10 | 13 | 13  | 13  | 14  | 17  | 20  | 20  | 20  | 20  | 20  | 23  | 24  |
| Kansas City            | 0  | 0  | 3  | 6  | 9  | 10 | 10 | 10 | 11 | 11  | 14  | 17  | 18  | 18  | 19  | 22  | 25  | 28  | 29  | 32  |
| Portland Thorns        | 3  | 6  | 7  | 8  | 8  | 8  | 8  | 9  | 10 | 13  | 13  | 13  | 13  | 16  | 19  | 22  | 22  | 22  | 23  | 23  |
| Seattle Reign          | 3  | 3  | 3  | 6  | 7  | 8  | 11 | 14 | 17 | 18  | 21  | 21  | 24  | 27  | 30  | 33  | 36  | 39  | 40  | 43  |
| Sky Blue               | 3  | 4  | 4  | 4  | 5  | 5  | 6  | 7  | 7  | 7   | 7   | 10  | 11  | 14  | 14  | 17  | 18  | 21  | 22  | 22  |
| Washington Spirit      | 0  | 3  | 6  | 6  | 7  | 10 | 10 | 13 | 14 | 17  | 17  | 20  | 21  | 24  | 24  | 25  | 28  | 29  | 30  | 30  |
| Western New York Flash | 0  | 0  | 3  | 3  | 4  | 7  | 10 | 10 | 13 | 14  | 14  | 15  | 15  | 15  | 18  | 18  | 19  | 20  | 20  | 23  |

### Individuali

#### Classifica marcatrici
| Gol |  |  | Giocatore        | Squadra           |
| --- |  |  | ---------------- | ----------------- |
| 15  |  |  | Crystal Dunn     | Washington Spirit |
| 10  |  |  | Kim Little       | Seattle Reign     |
| 10  |  |  | Allie Long       | Portland Thorns   |
| 10  |  |  | Christen Press   | Chicago Red Stars |
| 9   |  |  | Beverly Yanez    | Seattle Reign     |
| 8   |  |  | Jessica Fishlock | Seattle Reign     |
| 7   |  |  | Jessica McDonald | Houston Dash      |
| 6   |  |  | Sofia Huerta     | Chicago Red Stars |
| 6   |  |  | Samantha Kerr    | Sky Blue          |
| 6   |  |  | Kristie Mewis    | Boston Breakers   |
| 6   |  |  | Nadia Nadim      | Sky Blue          |
| 6   |  |  | Amy Rodriguez    | Kansas City       |

#### Classifica assist
| Assist |  | Giocatore          | Squadra                |
| ------ |  | ------------------ | ---------------------- |
| 7      |  | Kim Little         | Seattle Reign          |
| 5      |  | Vanessa DiBernardo | Chicago Red Stars      |
| 5      |  | Kealia Ohai        | Houston Dash           |
| 5      |  | Kelley O'Hara      | Sky Blue               |
| 5      |  | Megan Rapinoe      | Seattle Reign          |
| 4      |  | Jen Hoy            | Chicago Red Stars      |
| 4      |  | Allie Long         | Portland Thorns        |
| 4      |  | Samantha Mewis     | Western New York Flash |
| 4      |  | Christine Nairn    | Washington Spirit      |
| 4      |  | Amy Rodriguez      | Kansas City            |
| 4      |  | Maleana Shim       | Portland Thorns        |
| 4      |  | Lynn Williams      | Western New York Flash |